# Instituições de ensino superior na União Europeia
Existe um número considerável de instituições de ensino superior com a denominação de Universidade Europeia, European University ou similares ao longo do continente europeu, particularmente na União Europeia (UE). Além destas, diversas outras entidades públicas e privadas também se intitulam de maneira similar.

## Universidade Europeia – instituições de ensino superior na União Europeia
Uma Universidade Europeia, ou European University na língua franca internacional, é uma instituição de ensino superior que, com essa designação, evidencia a identidade e os valores do Velho Continente. 
Também pode servir de adjetivo para se diferenciar de outras universidades da mesma cidade.

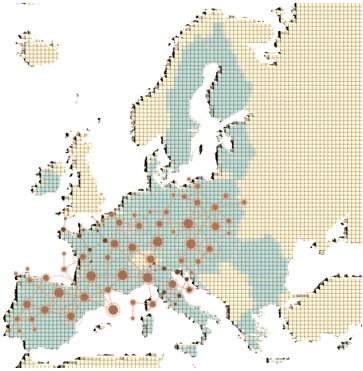
Representação simbólica da malha de instituições Universidade Europeia / European University através do seu continente.

(usualmente, a maioria das universidades do mundo tem o nome da cidade onde estão localizadas como, por exemplo, Universidade de Cambridge, Reino Unido – porém algumas têm o nome de pessoas relevantes como a Universidade Harvard que está localizada em Cambridge, Massachusetts, EUA)
Por todo o continente europeu, desde os Montes Urais na Rússia ao Oceano Atlântico frente a Portugal, e também em algumas outras zonas do planeta, existem várias Universidades Europeias (nome próprio) localizadas em vários países e cidades. O número de campi das ‘Universidade Europeia / European University’ na União Europeia (UE) é superior ao número de Estados da UE, embora nem todos tenham essas instituições de ensino superior. E algumas nutrem conhecimento universal e outras conhecimento especializado. E algumas também têm mais prestígio do que outras.
Além disso, existem também outras entidades que utilizam o nome de Universidade Europeia. Abaixo é apresentada uma elucidação sobre o assunto e uma tabela de instituições para ajudar a estabelecer devido enquadramento.

## Classificação
Ao mencionar-se Universidade Europeia, poder-se-á estar a falar sobre:
i) Qualquer universidade ou instituição de ensino superior, pública ou privada, de origem europeia e normalmente situada no continente europeu e ainda adstrita, ou não, a associações representativas;
ii) Várias universidades com denominações diferentes localizadas, basicamente, em diferentes regiões da União Europeia que se agrupam numa aliança sinergética denominada Universidade Europeia mas mantendo a identidade de cada instituição;
iii) Instituições de ensino superior independentes normalmente localizadas em uma ou mais cidades da Europa e com a designação de Universidade Europeia.

## Descrição dos tipos
i) As universidades europeias, quaisquer que sejam os seus nomes, podem ser representadas por organizações supranacionais.
Uma das mais importantes é a EUA European University Association. Refere que representa mais de oitocentas universidades e dezassete milhões de alunos. A missão da EUA é promover o desenvolvimento de um sistema coerente de educação e investigação a nível europeu por meio de estudos, projetos e serviços.
Há também outra EUA que, neste caso, significa European University Alliance. Visa apoiar a internacionalização do Ensino Superior Europeu. Mudanças de política, mobilidade estudantil e cooperação de instituições fazem parte de seus propósitos.
A EUF European University Foundation, cofinanciada pelo Programa Erasmus+ da União Europeia, é composta por universidades públicas que visam acelerar a modernização do Espaço Europeu do Ensino Superior. A formulação de políticas europeias, a promoção da mobilidade estudantil de alta qualidade e um ensino superior Europeu forte fazem parte da sua missão.
A EucA European University Colleges Association pretende reunir e representar as Universidades e a rede de Faculdades na Europa. Trocar experiências e melhores práticas, facilitando aos alunos novas oportunidades internacionais são parte da sua finalidade.
De referir ainda a SGroup European Universities’ Network, a Guild of European Research-Intensive Universities, a LERU League of European Research Universities, a UNICA Network of Universities from the Capitals of Europe e a EUSA European University Sports Association – esta promove o desporto universitário pela Europa como por exemplo campeonatos.
ii) Existem entidades denominadas Universidade Europeia com cursos disponíveis, embora por si só não seja uma universidade física. São associações de universidades com nomes diferentes e de vários locais na Europa formando a figura Universidade Europeia. Normalmente, a admissão é por meio de uma dessas instituições individuais de ensino superior.
Pretendem promover o ensino superior europeu, a mobilidade estudantil entre universidades da mesma organização (experiências diferentes) e graus conjuntos.
Existem entidades como a European University Consortium (ver entidades semelhantes como a ECIU e a EEUA), cujas iniciativas nasceram dessas instituições de ensino superior. E outras entidades como a Una Europa ou a EUt + European University of Technology que surgiram originalmente de uma iniciativa da União Europeia «consistindo em impulsionar redes de universidades pela UE que permitirão aos estudantes obter um grau académico combinando estudos em vários países da UE e contribuir para a competitividade internacional das universidades europeias».
iii) As entidades denominadas Universidade Europeia / European University (ou similar) são instituições independentes de ensino superior geralmente situadas na Europa com campi em uma ou mais cidades.
O nome remete a uma geografia do planeta com as sociedades mais avançadas, projeta uma visão internacional pan-europeia e, no âmbito da globalização, indica a região onde foram fundadas as universidades mais antigas do mundo.
Alguns campi em diferentes cidades do mesmo Estado, ou em outro, podem estar sob a mesma administração da entidade, mas em geral a maioria das Universidade Europeia / European University (incluindo as que têm algumas variações do nome) são de gestão independente.
Não obstante, pode ser encontrada no território da EU União Europeia (e nos restantes países da Europa) uma livre textura reticular de instituições Universidade Europeia / European University. 
O continente europeu tem cerca de cinquenta países e mais da metade compõe a UE, onde a maioria das Universidade Europeia se encontram e formam uma irrestrita malha de ensino superior. Este tipo de quadro académico também pode ser encontrada em outras abordagens, como as American Universities, as Catholic Universities, as Technical Universities.
Fora da União Europeia, mas ainda na Europa, podem ser encontradas mais European University como, entre outras, a European University at Saint Petersburg na Rússia ou a European University of Tirana na Albânia.
Na União Europeia também podem ser encontradas outras instituições de ensino superior com uma abordagem à Europa no nome como por exemplo o College of Europe.

## Lista de instituições de ensino superior designadas Universidade Europeia /European Universityna União Europeia
| Abreviação   | Denominação internacional                 | Cidade                 | Estado     | Website (fonte) - páginas também em EN | Observações                         |
| UE           | University of Europe for Applied Sciences | Berlim                 | Alemanha   | www.ue-germany.com                     |                                     |
| PEU          | Pan-European University                   | Bratislava             | Eslováquia | www.paneurouni.com                     |                                     |
| CEU          | Central European University \| Budapest   | Budapeste              | Hungria    | www.ceu.edu                            |                                     |
| TEU          | Tischner European University              | Cracóvia               | Polónia    | www.wse.krakow.pl                      |                                     |
| EUF          | Europa University Flensburg               | Flensburg              | Alemanha   | www.uni-flensburg.de                   |                                     |
| EUI          | European University Institute             | Florença               | Itália     | www.eui.eu                             |                                     |
| EUV          | European University Viadrina              | Frankfurt (Oder)       | Alemanha   | www.europa-uni.de                      |                                     |
| UE           | University of Europe for Applied Sciences | Hamburgo               | Alemanha   | www.ue-germany.com                     |                                     |
| UE           | University of Europe for Applied Sciences | Iserlohn               | Alemanha   | www.ue-germany.com                     |                                     |
| EU           | European University \| Lisbon             | Lisboa                 | Portugal   | www.europeia.pt                        |                                     |
| UED          | Drăgan European University                | Lugoj                  | Roménia    | www.universitateaeuropeanadragan.ro    |                                     |
| EUM          | European University of Madrid             | Madrid                 | Espanha    | www.universidadeuropea.es              |                                     |
| EUT          | European University of Tourism            | Milão                  | Itália     | www.uetitaly.com                       | Sobretudo formação pós graduada     |
| EUC          | European University Cyprus                | Nicósia                | Chipre     | www.euc.ac.cy                          |                                     |
| EUT          | European University of Tourism            | Palermo                | Itália     | www.uetitaly.com                       | Sobretudo formação pós graduada     |
| EIU          | European International University         | Paris                  | França     | www.eiu.ac                             | Formação à distância                |
| EPU          | European Polytechnical University         | Pernik                 | Bulgária   | www.epubg.eu                           |                                     |
| UED          | European University of Design             | Pescara                | Itália     | www.uedpescara.it                      |                                     |
| EUT          | European University of Tourism            | Roma                   | Itália     | www.uetitaly.com                       | Sobretudo formação pós graduada     |
| EUR          | European University of Rome               | Roma                   | Itália     | www.universitaeuropeadiroma.it         |                                     |
| EUC          | European University of Canarias           | Santa Cruz de Tenerife | Espanha    | www.universidadeuropea.es              |                                     |
| UNEATLANTICO | European University of the Atlantic       | Santander              | Espanha    | www.uneatlantico.es                    |                                     |
| EUV          | European University of Valencia           | Valência               | Espanha    | www.universidadeuropea.es              |                                     |
| MCEC         | Miguel de Cervantes European University   | Valladolid             | Espanha    | www.uemc.es                            |                                     |
| EUW          | European University in Warsaw             | Varsóvia               | Polónia    | www.eu.edu.pl                          |                                     |
| CEU          | Central European University \| Vienn      | Viena                  | Áustria    | www.ceu.edu                            |                                     |
| EHU          | European Humanities University            | Vilnius                | Lituânia   | www.en.ehu.lt                          |                                     |
| UEB          | European Business University              | Wiltz                  | Luxemburgo | www.ebu.lu                             |                                     |
| EU           | EU Barcelona Business School              | Barcelona              | Espanha    | www.euruni.edu                         | EU → European University            |
| EU           | EU Munich Business School                 | Munique                | Alemanha   | www.euruni.edu                         | EU → European University            |
| EU           | EU Geneva Business School                 | Geneva                 | Suiça      | www.euruni.edu                         | EU: campi na União Europeia e Suiça |
| EU           | EU Montreux Business School               | Montreux               | Suiça      | www.euruni.edu                         | EU: campi na União Europeia e Suiça |